# Esy Morales
Ismael Esy Morales (San Juan (Porto Rico), 3 mars 1917 - New York, 2 novembre 1950) est un musicien portoricain.

## Biographie
Frère de Noro Morales (en), il apprend avant l'âge de dix ans le saxophone ténor, la clarinette et la flute. Dans les années 1930, il fait partie des musiciens de Xavier Cugat et joue aussi dans son propre groupe, The Morales Orchestra Esy, avec ses frères Humberto et Noro.
Chef d'orchestre de plusieurs musique de film comme celle de Pour toi j'ai tué en 1949 ou de La Fille de Neptune, la même année, il apparaît sur l'album Jungle Fantasy de George Greeley en 1966. 
Il meurt d'une crise cardiaque en 1950 à l'âge de 33 ans.